# Грязь (фильм, 2019)
«Грязь» (англ. The Dirt) — американский биографический фильм режиссёра Джеффа Треймейна о глэм-метал группе Mötley Crüe. Сценарий был написан Ричем Уилксом, и основан на книге Mötley Crüe и Нила Страусса «Грязь. Mötley Crüe. Признание наиболее печально известной мировой рок-группы». Главные роли исполнили Дуглас Бут, Machine Gun Kelly, Даниэль Уэббер, Иван Реон. Премьера фильма состоялась 18 марта 2019 года в Голливуде, США, а 22 марта 2019 года он стал доступен всем пользователям сервиса Netflix.

## Сюжет
В 1973 году Фрэнк Карлтон Феранна-младший уходит от своей матери Дины и переезжает из Сиэтла в Лос-Анджелес в 1978 году. После неудачной попытки связаться со своим биологическим отцом, Фрэнк меняет свое имя на Никки Сикс. Год спустя, покинув группу London, и, сдружившись с барабанщиком Томми Ли, он рассказывает ему, что ищет людей для нового коллектива. Позднее в него удачно вливается гитарист Мик Марс, страдающий анкилозирующим спондилоартритом. Затем трио добирает в состав ведущего вокалиста Винса Нила из кавер-группы Rock Candy, и после некоторых раздумий, квартет называет себя Mötley Crüe.
Несмотря на драку с некоторыми участниками толпы, первое выступление Mötley Crüe было встречено хорошо, и они постепенно распродают все билеты ночных клубов Лос-Анджелеса, набирая популярность. В это же время новичок-менеджер Том Зутот из рекорд-лейбла Elektra Records предлагает группе контракт на пять альбомов, они нанимают Дока Макги в качестве тур-менеджера и начинают активную работу. Во время их первого турне Оззи Осборн даёт совет парням знать пределы веселья и распутства. Вскоре альбомы группы становятся платиновыми, и каждый из участников группы становится миллионером и начинает устраивать личную жизнь. Винс женится на рестлерше Шариз Радделл, в то время как Томми объявляет о своей помолвке с девушкой по имени Рокси, но после того, как его мать называет её групи, пара ссорится, и Томми в порыве гнева бьёт Рокси по лицу и вышвыривает из автобуса.
8 декабря 1984 года во время вечеринки в доме Винса в Редондо-Бич, штат Калифорния, Томми встречает актрису Хизер Локлир. А сам Винс и барабанщик «Hanoi Rocks» Раззл выезжают пьяными в магазин, чтобы купить ещё алкоголя и попадают в автомобильную аварию, в которой Раззл не выживает. Винса приговаривают к 30 суткам тюремного заключения за непредумышленное убийство на автомобиле, которое впоследствии было сокращено до 19 суток. Никки становится зависимым от героина, что начинает негативно сказываться как на нём, так и на коллективе. Он увольняет Макги за то, что он пригласил мать Никки навестить его. 23 декабря 1987 года, вскоре после свадьбы Томми и Хизер, Никки получает передозировку героина и объявляется мертвым, но врач скорой помощи, который является большим поклонником Mötley Crüe, возвращает его к жизни двумя шприцами адреналина. После этого Никки отправляет группу на реабилитацию. Трезвые, они возвращаются к работе, выпуская в 1989 году альбом Dr. Feelgood, который становится их первым альбомом номер один в Billboard 200, после чего следует длительное мировое турне. Месяцы гастролей и пребывания в трезвости влияют на Винса и Томми, которые снова начинают пить, будучи слишком долго вдали от своих семей.
После тура Винс обнаруживает, что Шариз и их дочь Скайлар съехали из дома, в результате чего он погружается в депрессию и начинает пропускать репетиции, что приводит к его уходу из группы в 1992 году. На роль вокалиста приходит Джон Кораби. В 1995 году Скайлар умирает от рака желудка в возрасте четырёх лет. Хизер Локлир разводится с Томми после того как он завёл роман на стороне с «порнозвездой». На Mötley Crüe сходит волна негативной реакции фанатов из-за ухода Винса и спад популярности. Параллельно с этим, Никки Сикс ведет переговоры с Томом Зутотом, чтобы вернуть им права на свои песни, что знаменует уход от лейбла и полную творческую и финансовую самостоятельность. Однако, оба соглашаются, что неплохо поработали за это время. После посещения могилы отца и беседы с единокровным братом, Никки встречается с Томми, перед которым извиняется за своё поведение, и Миком, который выписался из больницы. Они едут к Винсу на разговор, выясняют отношения и решают воссоединиться. Финальные кадры: группа в первоначальном составе начинает крупное выступление, а титры сообщают нам, что Mötley Crüe будут выступать вместе ещё следующие 20 лет, сыграв свое финальное шоу 31 декабря 2015 года.

## В ролях
- Дуглас Бут — Никки Сикс
- Трейс Мастерс — Никки Сикс в 8 лет
- Винс Маттис — Никки Сикс в 14 лет
- Иван Реон — Мик Марс
- Machine Gun Kelly (в титрах под настоящим именем — Колсон Бэйкер) — Томми Ли
- Даниэль Уэббер — Винс Нил
- Пит Дэвидсон — Том Зутот, представитель Elektra Records
- Дэвид Костабайл — Док Макги, менеджер Mötley Crüe с 1982 по 1989
- Ливен Рамбин — Шариз Нил, жена Винса
- Кэтрин Моррис — Диана Ричардс, мать Никки Сикса
- Ребека Граф — Хизер Локлир, актриса и жена Томми Ли
- Тони Кавалеро — Оззи Осборн, бывший вокалист Black Sabbath
- Макс Милнер — Раззл, барабанщик Hanoi Rocks
- Джордан Лэйн Прайс — Рокси, девушка Томми Ли
- Кристиан Геринг — Дэвид Ли Рот, вокалист Van Halen
- Энтони Винсент — Джон Кораби, второй вокалист Mötley Crüe
- Кортни Диц — Атэна Ли, младшая сестра Томми Ли
- Джо Крест — Дэвид Ли, отец Томми Ли
- Элена Эванджело — Вула Ли, мать Томми Ли
- Майкл Ходсон — Рэнди Феранна, сводный брат Никки Сикса

## Производство
Права на адаптацию автобиографической книги Нила Страусса, Томми Ли, Мика Марса, Винса Нила, Никки Сикса «Mötley Crüe.Признание наиболее печально известной мировой рок-группы» были куплены в 2006 году компанией Paramount Pictures и MTV Films. Однако производство фильма приостановилось, и в 2008 году Никки Сикс рассказал о своем разочаровании в интервью, заявив:
«Мы пытаемся сместить их с создания фильма, который должен был быть сделан давно. MTV пошли по своему пути. Это канал, который раньше был модным, а теперь нет. Мы подписали с ними договор, потому что думали, что они были правы, но они не подошли нам. Нам нужно найти правильного партнера. Они не те партнеры, которые нам подходят».
Оригинальный текст (англ.)"We're trying to get them out of the way to make this movie that should have been made a long time ago. MTV has become bogged down in its own way. It's a channel that used to be hip and has now actually become unhip. We signed with them because we believed they were right, but they haven't come to the table. We need to find the right partner. They are not the right partner."

В ноябре 2013 года Джефф Треймейн присоединился к руководству фильма «Грязь». В январе 2015 года Focus Features получила права на фильм, но фильм попал в производственный ад до марта 2017 года, когда компания Netflix приобрела права. В то время Лиам Хемсворт, Эмори Коэн и Дуглас Бут просматривались на ведущие роли в фильме. В ноябре 2017 года Дуглас Бут официально подписался на участие в фильме. В январе 2018 года Machine Gun Kelly, Иван Реон и Даниэль Уэббер присоединились к актёрскому составу. В феврале 2018 года Тони Кавалеро присоединился к актёрскому составу. В марте 2018 года присоединились Ребека Граф, Ливен Рамбин и Дэвид Костабайл.
Основное производство началось в феврале 2018 года в Новом Орлеане, штат Луизиана.

### Происшествия
11 марта 2018 года Луи Ди Винченти, специалист по монтажу производственной команды, испытал удар током во время демонтажа съемочной площадки в Новом Орлеане. В результате он перенёс ожоги второй и третьей степени на 50 % своего тела, что потребовало многочисленных операций и пересадок кожи, а также пришлось ампутировать правую ногу. 1 марта 2019 года Ди Винченти подал в суд на Netflix и Mötley Crüe на 1,8 миллиона долларов США, чтобы компенсировать его медицинские счета.

## Прокат
Мировой релиз фильма состоялся на стриминговом сервисе Netflix 22 марта 2019 года.

### Маркетинг
Трейлер был выпущен 19 февраля 2019 года на YouTube канале Netflix.

## Критика
На сайте Rotten Tomatoes рейтинг составляет 38%, что основано на 72 рецензиях критиков. В то же время оценка аудитории с 6 722 голосами показывает 94% как фильм с указанием «подавляющее большинство дали положительные отзывы». Metacritic дал фильму 39 из 100, основываясь на 17 рецензиях критиков.

## Музыка
22 февраля 2019 года Mötley Crüe и Machine Gun Kelly (играет Томми Ли в фильме) выпустили музыкальное видео на YouTube для их совместной песни «The Dirt (Est. 1981)». Группа также объявила, что помимо вышеупомянутой песни, саундтрек к фильму будет включать три новые записи: «Ride with the Devil», «Crash and Burn» и кавер на песню Мадонны «Like a Virgin».

### Список композиций
| №   | Название                                           | Длительность |
| --- | -------------------------------------------------- | ------------ |
| 1.  | «The Dirt (Est. 1981)» (при уч. Machine Gun Kelly) | 3:52         |
| 2.  | «Red Hot»                                          | 3:21         |
| 3.  | «On with the Show»                                 | 4:03         |
| 4.  | «Live Wire»                                        | 3:14         |
| 5.  | «Merry-Go-Round»                                   | 3:21         |
| 6.  | «Take Me to the Top»                               | 3:43         |
| 7.  | «Piece of Your Action»                             | 4:39         |
| 8.  | «Shout at the Devil»                               | 3:14         |
| 9.  | «Looks That Kill»                                  | 4:07         |
| 10. | «Too Young to Fall in Love»                        | 3:32         |
| 11. | «Home Sweet Home»                                  | 3:58         |
| 12. | «Girls, Girls, Girls»                              | 4:30         |
| 13. | «Same Ol' Situation (S.O.S.)»                      | 4:13         |
| 14. | «Kickstart My Heart»                               | 4:42         |
| 15. | «Dr. Feelgood»                                     | 4:50         |
| 16. | «Ride with the Devil»                              | 3:41         |
| 17. | «Crash and Burn»                                   | 4:13         |
| 18. | «Like a Virgin» (Мадонна)                          | 3:08         |